# Wilhelm Solf
Wilhelm Heinrich Solf (Berlín, 5 de octubre de 1862-Berlín, 6 de febrero de 1936) fue un político y diplomático alemán que de octubre a diciembre de 1918 fue secretario de Estado de Asuntos Exteriores del Imperio alemán.
Solf estudió lenguas orientales y en 1885 se examinó en Filología India, Sánscrito y Filosofía. En 1888 empezó a trabajar en el consulado general de Calcuta y a continuación estudió Derecho.
En 1896 ingresó en el departamento de las colonias del Ministerio de Asuntos Exteriores. Fue enviado al África Oriental Alemana y a Samoa, siendo gobernador de Samoa de 1900 a 1911. De 1911 a 1918 fue director de la Oficina Imperial Colonial. De octubre a diciembre de 1918 fue secretario de Estado de Asuntos Exteriores, tomando parte en las negociaciones para un armisticio al final de la Primera Guerra Mundial. De 1920 a 1928 fue embajador en Tokio.
Desde principios de los años treinta, en su apartamento hubo reuniones de opositores a Adolf Hitler, que su esposa e hija continuaron después de su muerte. Algunos participantes de estas reuniones organizaron ayudas para judíos y otra gente perseguida por los nazis. La mayoría de ellos fue ejecutado durante el régimen nazi.